# Intérieur hollandais I
Intérieur hollandais I est un tableau réalisé par le peintre espagnol Joan Miró entre juillet et décembre 1928 à Mont-roig del Camp. Cette huile sur toile représente une scène d'intérieur dominée par un joueur de luth et basée sur le Joueur de luth d'Hendrick Martensz Sorgh. Partie de la série des Intérieurs hollandais, laquelle est dispersée, elle est conservée au Museum of Modern Art, à New York.

## Expositions
- Miró : La couleur de mes rêves, Grand Palais, Paris, 2018-2019 — n°39.